# Lithocarpus bentramensis
Lithocarpus bentramensis är en bokväxtart som först beskrevs av Aimée Antoinette Camus, och fick sitt nu gällande namn av Aimée Antoinette Camus. Lithocarpus bentramensis ingår i släktet Lithocarpus och familjen bokväxter. Inga underarter finns listade.